# Aclis occidentalis
Aclis occidentalis är en snäckart som först beskrevs av Hemphill 1894.  Aclis occidentalis ingår i släktet Aclis och familjen Aclididae. Inga underarter finns listade i Catalogue of Life.